# Seznam jezuitských institucí na Slovensku
Toto je seznam historických i současné budov, zařízení a institucí spojených s činností jezuitů (Společenstva Ježíšova) na Slovensku.  

## Historie

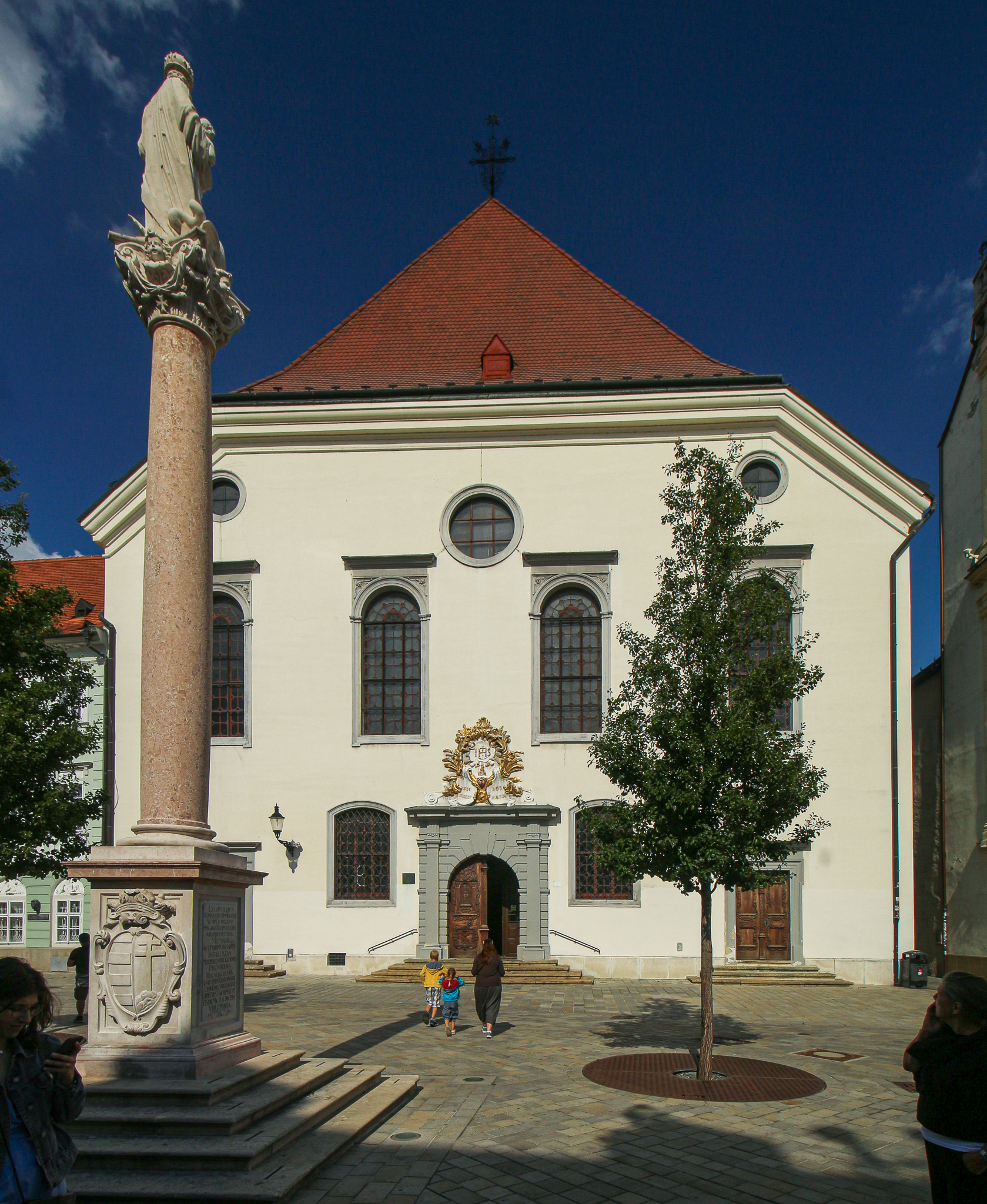
Jezuitský kostel Nejsvětějšího Spasitele v Bratislavě

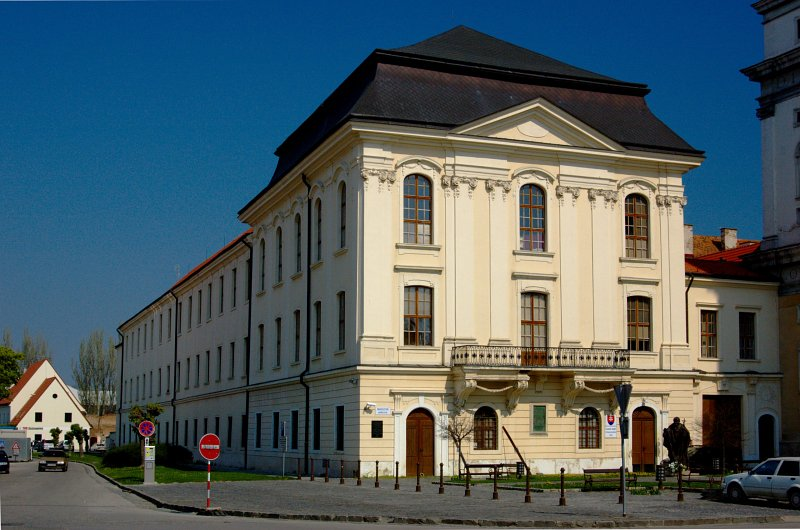
Univerzita v Trnavě

Jezuité byli v průběhu staletí velmi činorodí v mnoha zemích Evropy a na mnoha místech vybudovali mnoho kolejí a kostelů, u nichž je počátečním datem obvykle počátek působení (např. pozvání panovníka), spíše než otevření instituce, k němuž často došlo až o několik let později. 
Často se také stávalo, že jezuité převzali již existující instituci nebo budovu, např. několik existujících opatství ve Svaté říši římské.
V roce 1782 vydal císař Josef II. Sekularizační dekret, jímž byla náhle ukončena činnost jezuitů (a dalších řeholních řádů) téměř ve všech tehdejších institucích. Mnoho z nich však pokračovalo ve své vzdělávací činnosti v rámci jiného řádu. 

## Seznam institucí a lokalit
- Jezuitská kolej a první univerzita v Trnavě (1561–1567)
- Jezuitská kolej v Šaľe (1586–1773)
- Jezuitská kolej v Kláštoře pod Znievom (1589–1773, s přerušením 1599–1609)
- Jezuitská kolej v Bratislavě (1628–1773) na severní straně katedrály sv. Martina, nyní teologická fakulta Univerzity Komenského
- Jezuitská univerzita v Trnavě (1635–1773), nyní Trnavská univerzita a katedrála sv. Jana Křtitele; předchůdce maďarské Univerzity Loránda Eötvöse v Budapešti
- Klášter Skalky nad Váhom (1644–1773)
- Jezuitská kolej v Banské Bystrici (1647–1773), nyní Katedrála sv. Františka Xaverského
- Kostel Nejsvětější Trojice v Košicích (1671–1773)
- Jezuitský kostel (Kostel Nejsvětějšího Spasitele) v Bratislavě (1672–1773)
- Kostel sv. Františka Xaverského ve Skalici (1693–1773)